# Zsuzsanna Szőcsová
Zsuzsanna Szőcsová (* 10. dubna 1962 Budapešť, Maďarsko) je bývalá maďarská sportovní šermířka, která se specializovala na šerm fleretem a od roku 1989 na nově zavedený šerm kordem. Maďarsko reprezentovala v sedmdesátých, osmdesátých a devadesátých letech. Pochází ze šermířské rodiny, oba rodiče reprezentovali Maďarsko v šermu. Na olympijských hrách startovala v roce 1980 a 1988 v soutěži družstev v šermu fleretem. V roce 1984 přišla o start na olympijských hrách kvůli bojkotu. V roce 1991 obsadila druhé místo na mistrovství Evropy v šermu kordem. S maďarským družstvem fleretistek vybojovala v roce 1987 titul mistryň světa a s maďarským družstvem kordistek vybojovala titul mistryň světa v roce 1989, 1991 a 1992.